# Karl Wilhelm von Dieskau

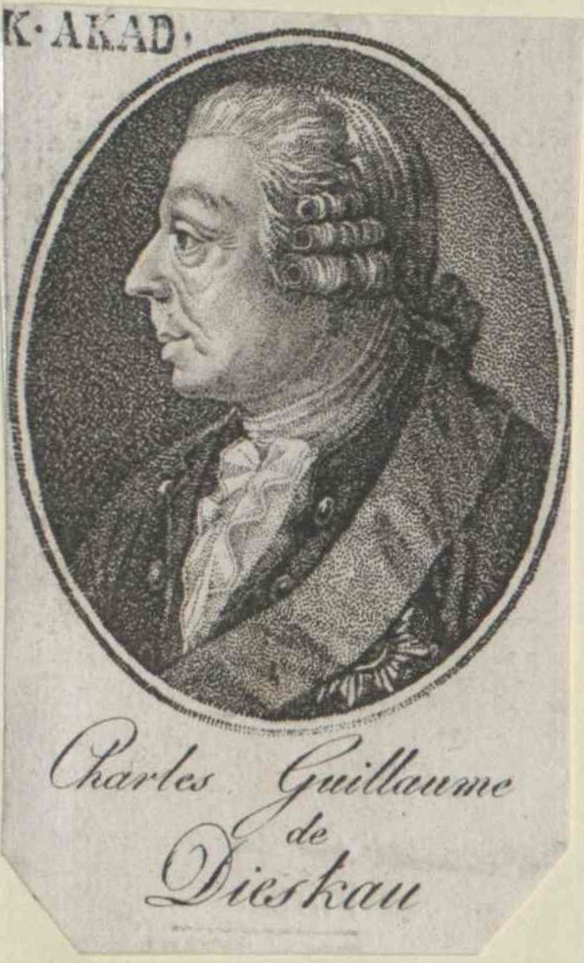
Karl Wilhelm von Dieskau

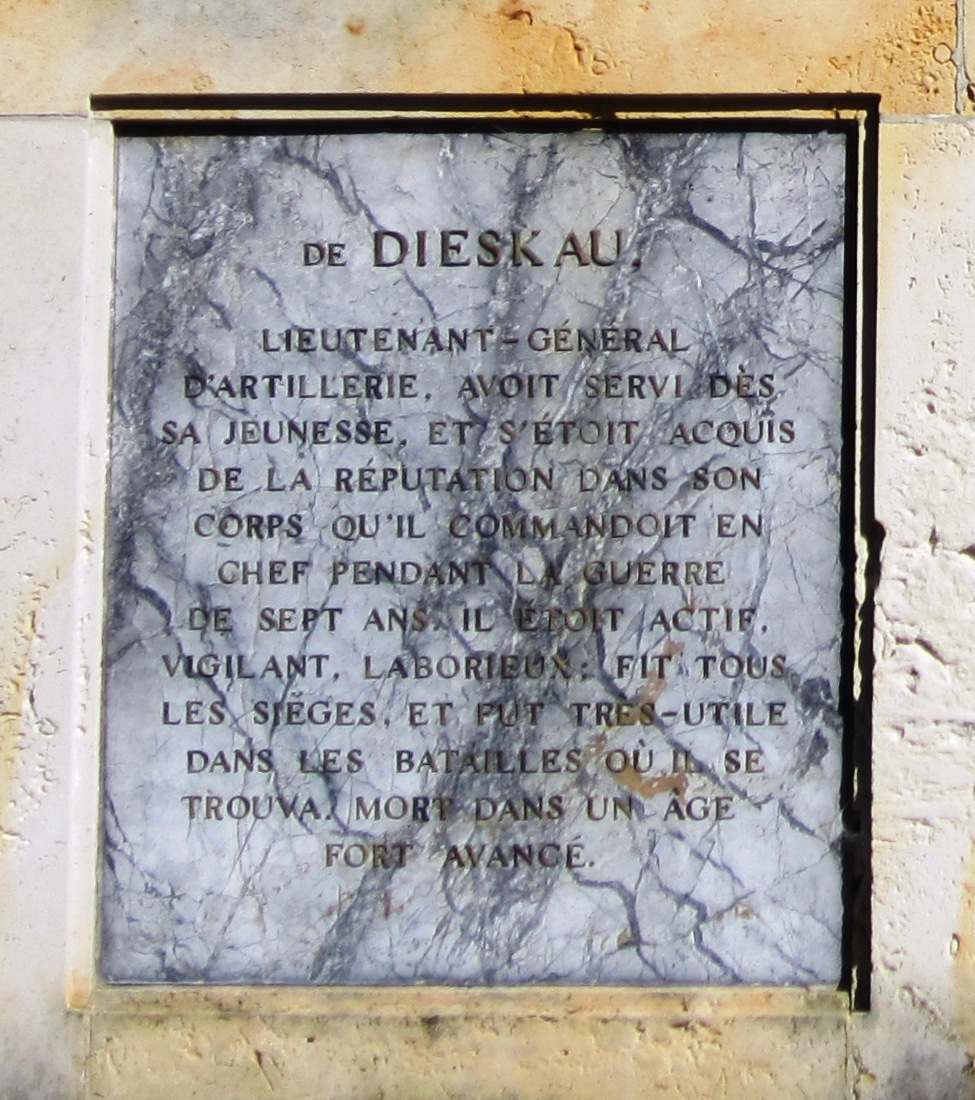
Gedenktafel für Dieskau am Obelisken in Rheinsberg

Karl Wilhelm von Dieskau (* 9. August 1701 in Kanena; † 14. August 1777 in Berlin) war ein preußischer Generalleutnant und Generalinspekteur der Artillerie.

## Herkunft
Karl Wilhelm von Dieslaus Eltern waren Karl Vollradt von Dieskau (1672–1762), Herr auf Benndorf, und dessen zweite Ehefrau Johanna Eleonore von Körbener, eine Tochter des Heinrich Wilhelm von Körbener († 1699), Herr auf Schackstedt und Freckleben. Er selbst war nie verheiratet. Sein Großneffe war der spätere Generalfeldmarschall Helmuth Karl Bernhard von Moltke.

## Leben
Dieskau trat 2. Februar 1721 in die preußischen Dienste und wurde Bombardier. Im Jahr 1727 Seconde-Lieutenant, bereits am 12. April 1730 Premier-Lieutenant, am 13. Dezember 1737 Stabshauptmann, am 19. November 1741 wirklicher Hauptmann und am 15. Oktober 1746 Major. Er hatte sich bereits viele Verdienste um die Entwicklung der Artillerie erworben und erhielt dafür am 9. Juli 1752 von Friedrich dem Großen den Orden Pour le Mérite, zudem gab ihm der König eine prächtige Tabaksdose.
Er wurde am 20. April 1755 zum Oberstleutnant ernannt, am 28. Februar 1757 schließlich Oberst und Generalinspekteur der Zeughäuser und des gesamten Artilleriematerials. In dieser Stellung war er während des Siebenjährigen Krieges tätig, wo ihm die Vorbereitung und Ausführung aller auf den Ersatz der Bewaffnung, Ausrüstung und Munition bezüglichen Maßregeln übertragen war.  
Dieskau wurde am 18. Oktober 1762 Generalmajor und am 16. Mai 1768 Generalleutnant sowie Ritter des Schwarzen Adlerordens. Er konstruierte auf Befehl Friedrichs des Großen einen Typ leichter Kanonen. Zwischen 1754 und 1771 waren neun Modelle, durchweg Kammergeschütze, in der preußischen Artillerie eingeführt worden. Er nahm an zwölf Feldzügen, zehn Schlachten und neun Belagerungen sowie 1738 an einem Feldzug in Ungarn teil.
Karl Wilhelm von Dieskau starb unverheiratet am 14. August 1777 in Berlin. Auf Befehl Friedrichs II. wurde in Berlin ein feierliches Begräbnis abgehalten. Prinz Heinrich von Preußen widmete ihm eine Gedenktafel auf seinem Rheinsberger Obelisken.